# Timea Vagvoelgyi
Timea Vagvoelgyi, pseudonimo di Tímea Vágvölgyi (Budapest, 20 novembre 1975), è un'attrice pornografica ungherese.

## Biografia
Ha lavorato soprattutto nel cinema pornografico italiano.

## Filmografia
- Cannes Fantasies (1994)
- Chateau de Passion (1994)
- Feuchte Muschies (1995)
- Private Video Magazine 19 (1995)
- Private Video Magazine 21 (1995)
- Private Castings X 10 (1998)